# John Vilhelm Duurloo
John Vilhelm Duurloo (født 2. april 1859 på Frederiksberg, død 3. november 1922) var en dansk læge og politiker, far til forfatteren Ellen Duurloo.
Han var søn af professor Hans Peter Duurloo og hustru f. Jacobsen, blev student fra Schneekloths Skole 1876 og tog medicinsk eksamen 1884. Han var reservelæge ved Øresundshospitalet fra 1884 og senere praktiserende læge. Sammen med faderen var han redaktør af Naturvidenskabeligt Tidsskrift (1877-79).
1897-1900 var Duurloo medlem af Valby-Hvidovre Sogneråd, og da Valby blev inddraget i Københavns Kommune i 1900 blev han borgerrepræsentant 1900-09 og han var formand for Københavns Borgerrepræsentation 1907-09. Han spillede bl.a. en rolle i beslutningen om anlæggelsen af Bispebjerg Hospital. Politisk var han ikke tilknyttet noget parti.
Han var gift med Maria de la Asuncion Vincenta Antonia Dolores Manuela de la Santissima Trinidad Vasques y Morales (15. august 1868 i Sevilla – 1946), plejedatter af kunstmaler Frans Schwartz. Duurloo boede i Valby, hvor han i tidsrummet 1890 til 1910 fotograferede en række nu forsvundne steder i landsbyen.